# Конар Федір Михайлович
Фе́дір Миха́йлович Ко́нар (справжнє прізвище Палащук) (20 січня 1895, Рудники, нині Тернопільського району  — 12 березня 1933 Москва) — український радянський громадський і політичний діяч, комуніст.

## Життєпис
Народився 20 січня 1895 в селі Рудники нині Тернопільського району в сім"ї священика. Від 1912 року навчався на правничому факультеті Львівського університету. Там став членом Української соціал-демократичної партії. У 1913 обраний секретарем Спілки соціалістичної молоді Галичини і Буковини, редагував газету «Життя».
Під час Першої світової війни воював у лавах УСС.
Федір Конар був одним з організаторів протигетьманського повстання на Волині у листопаді 1918.
1919 — заступник губернського комісара Подільської губернії. Входив до Ради Республіки, що діяла в містечках Хмільник та Літин під проводом І. П. Мазепи.
6 січня 1920 року вийшло перше число друкованого органу УГА «Червоний стрілець» Федір Палащук входив до складу редколегії.
У березні 1920 вступив у КП(б)У, увійшов до складу командування ЧУГА. Брав участь у створенні Комуністичної партії Східної Галичини. У липні—вересні 1920 — член Галицького революційного комітету, очолював відділ внутрішніх справ (юстиції?).
Від грудня 1920 перебував у Москві, завідував відділом інформації, преси і пропаганди Червоного інтернаціоналу профспілок. Делегат III конгресу Комуністичного Інтернаціоналу (1921).
Завідував видавництвом «Красная новь», був у правлінні Державного видавництва, Всесоюзного текстильного синдикату і Промбанку СРСР, головою правління Всесоюзного синдикату паперової промисловості. У листопаді 1930 призначений завідувачем фінансового сектору та заступником наркома земельних справ СРСР, член колегії Наркомату землеробства СРСР. Від березня 1932 працював у Союзколгоспбанку.
Заарештований органами ОГПУ СРСР 9 січня 1933, звинувачений як «учасник контрреволюційної організації галичан» і «польський шпигун». Страчений згідно з постановою Особливої колегії ОДПУ СРСР від 11 березня 1933.
Похований у спільній могилі на Ваганьковському кладовищі в Москві.
Реабілітований 12 березня 1957.